# Elena Ceaușescu
Elena Ceaușescu, rojena kot Lenuța Petrescu, romunska komunistična političarka, * 7. januar 1916, Petresti, Kraljevina Romunija † 25. december 1989, Petrești, Socialistična republika Romunija.
Elena je bila žena romunskega komunističnega diktatorja Nicolaea Ceaușesca in je pri tem igrala pomembno vlogo v politiki. Ceauşesca je spoznala v romunski komunistični partiji leta 1939 in se z njim poročila osem let pozneje. V času njegovega vladanja je Elena služila kot podpredsednica romunske vlade.Ob možu je bila prisotna v romunski revoluciji leta 1989, ko sta po padcu komunizma skupaj pobegnila iz Bukarešte in bila kmalu zatem aretirana. Tri dni po aretaciji so na montiranem procesu Eleno skupaj z možem obsodili na smrtno kazen zaradi zločinov proti človeštvu in Nicolaeve krivde za genocid nad Romuni.